# (192686) Aljuroma
(192686) Aljuroma est un astéroïde de la ceinture principale aréocroiseur.

## Description
(192686) Aljuroma est un astéroïde aréocroiseur. Il présente une orbite caractérisée par un demi-grand axe de 2,67 UA, une excentricité de 0,38 et une inclinaison de 11,3° par rapport à l'écliptique.

## Compléments